# Gobernación de Taiz
La gobernación de Ta'izz (en árabe: تعز) es uno de los estados de Yemen. Su capital es Taiz, la cual es la tercera ciudad más grande del país. Otras de sus localidades importantes son: Al Sawa, Juha y el famoso puerto cafetalero Moca. Tiene una población total de tres millones. Tiene una superficie de 10.677 km², que en términos de extensión es similar a la del Líbano.
- Datos: Q388330
- Multimedia: Taiz Governorate / Q388330